# Rhabdoblennius ellipes
Rhabdoblennius ellipes és una espècie de peix de la família dels blènnids i de l'ordre dels perciformes.